# 弓削町 (愛媛県)
弓削町（ゆげちょう）は、かつて愛媛県の東予地方にあった町。越智郡に属した。2004年に近隣の3村と合併し、「上島町」が成立、地方自治体としての歴史は閉じた。下記以外の詳細は、弓削島または上島町の記事を参照のこと。

## 地理
瀬戸内海のほぼ中央、愛媛県と広島県との県境に近い、芸予諸島の弓削島、佐島、豊島、百貫島の4島からなる離島の町。離島であり、他の市町村と陸地で接してはいない。狭い海峡を隔てた北の対岸は広島県の因島であり、経済圏としては因島に属していた。

## 歴史
地域としての歴史は当町を形成するそれぞれの島の記述を参照。以下は行政としての歴史に絞っている。
- 1889年（明治22年）12月15日 - 町村制施行により上弓削村（かみゆげむら）、下弓削村（しもゆげむら）、佐島村（さしまむら）、魚島村（うおしまむら）が合併して弓削村が成立。
- 1895年（明治28年）9月12日 - 弓削村から魚島村が分離。
- 1953年（昭和28年）1月1日 - 弓削村が町制施行して弓削町となる。
- 2004年（平成16年）10月1日 - 生名村、岩城村、魚島村と合併して上島町となる。

```
弓削町の系譜
（町村制実施以前の村）　（明治期）　　　　　　　　（昭和の合併）　　　　　（平成の合併）
　　　　　　　　　　　　町村制施行時　　　　　　　昭和28年1月1日
上弓削　━━┓　　　　　　　　　　　　　　　　　　町制施行
下弓削　━━╋━━━━━弓削村━┳━━━━━━━━弓削町━━━━┓　平成16年10月1日
佐島　　━━┫　　　　　　　　　┃　　　　　　　　　　　　　　　┃　　新設合併
魚島　　━━┛　　　　　　　　　┗━魚島村━━━━━━━━━━━╋━━上島町
　　　　　　　　　　　　　生名村━━━━━━━━━━━━━━━━┫
　　　　　　　　　　　　　岩城村━━━━━━━━━━━━━━━━┛

あ - 明治29年9月12日 分立
（注記）生名村以下の町村の合併以前の系譜はそれぞれの町・村の記事を参照のこと。

```

## 行政

### 庁舎
町役場は弓削島にあった（現在の上島町役場）。1974年度（昭和49年度）建築と上島町構成の4町村の中では魚島村（1970年度（昭和45年度）建築）に次いで古い。

### 歴代村長・町長
木下良一（きのした　りょういち）

### 町営事業
CATVを設置、運営していた。第三セクターは有しない。

### キャッチフレーズ
- 「人も町も元気に輝く　個性豊かな　健康のまち」[1]
- シンボルマーク　制定していなかった

### 地域指定・地域おこし
- 離島振興法指定（豊島は昭和32年の第6次指定、他の弓削島・佐島は昭和36年の第9次指定）[1]
- 過疎地域
- 辺地指定

## 町村合併
弓削町は上島諸島4町村のうちで3800人と最大の人口を有し（他は岩城 2300人、生名 2100人、魚島 300人）、合併という地方行政の枠組みを変える大きな事柄に対しては、各町村の意向も汲取りつつ、方向づけしていく役割を担ってきた。

### 昭和の大合併
合併を模索した時期があったものの、上島諸島の各町村で思惑の相違もあり実現しなかった。詳細は因島市への合併を望む意見が多かった生名村の記事を参照。

### 平成の大合併
上島4町村の組み合わせが決まるまで
平成の大合併に際しては、弓削町、生名村、魚島村とともに広島県因島市との県境を越えた合併を目指して「因島・上島諸島連携交流協議会」が2000年5月に設置された。
全国的に市町村合併に向けての議論が湧き上がっていくなか、愛媛県では「市町村合併推進要綱策定検討委員会」を1999年9月に発足、2000年10月に示した合併の「試案」では、弓削町を含む越智郡の全16町村が今治市に合併する案とともに、生名村、岩城村、魚島村と合併する副案が示された。
これを受け、12月に弓削町長の呼びかけにより上島4町村の助役、総務担当課長を構成メンバーとする「上島地区合併研究会」を発足、「主に上島4町村での合併を想定し」、調査研究を進めた。
「試案」が明るみになると市町村合併をめぐる議論は一層活発になっていった。この枠組みをたたき台に愛媛県では地域ブロック単位開催したトップミーティングにて各市町村長の意見を聴取し、これらを踏まえ、2001年1月に県が明らかにした合併推進綱領では、「基本パターン」と「参考パターン」が掲げられ、どちらも今治・越智郡地域としては試案と同じパターンであった。。
4月に愛媛県の今治地方局管内でも「今治地方局市町村合併検討協議会」を立ち上げ、機運の醸成を図った。
一方、9月に4町村で構成する「上島地区合併研究会」は「市町村合併調査研究報告書」を各町村長に提出した。これを受け4町村長は協議を行い
- 報告書の全戸配布
- 検討協議会の設置
- 住民意向調査の実施

について確認した。
翌10月、各首長、議会議長、議会代表各1名で構成する「上島合併検討協議会」を立ち上げ、また各町村で住民説明会やアンケートを実施した。この結果、合併が必要であり、組み合わせとしては上島4町村の枠組みを支持する者が多くを占めた。
2002年（平成14年）1月の第1回「今治・越智郡合併問題検討首長会」では今治市長が基本パターンでの合併を呼びかけた。
翌2月に4町村は第2回「上島合併検討協議会」にて4町村での方向とともに3月中の任意の合併協議会の立ち上げ準備にかかることを確認した。
2月25日開催の第2回「今治・越智郡合併問題検討首長会」では今治市長の呼びかけに対して、4町村を代表して弓削町長が「上島で合併を推進する。できるだけ早い時期に合併協議会を立ち上げたい」とした。これにて4町村での合併の枠組みは固まった。
合併協議での検討事項
2002年4月18日任意の合併協議会立ち上げた。任意の段階ではあるが法定の協議会の手法を踏襲し、延べ5回の協議にて議論を深めていった。同年7月には「一日も早く法定協議会を設置」を確認して任意協議会での協議は終えた。
同年8月8日法定協議会を設置。
新町の名称
2003年11月4日には、合併後の新町名が「上島」「愛北」「芸予上島」「伊予上島」の4候補から選定され、「上島」となることが決定された。
庁舎の位置
最も難航したのがこの問題である。協議会の下部組織として「新町の名称・事務所の位置検討小委員会」を設置、10回にもわたる協議を重ねたが、意見集約を得ることができず、協議会の場に託する結果となった。協議会でも難航し、順位記載の投票で、順位により重みづけスコア計算する苦肉の策で、弓削町に決した。なお点数は弓削94点、岩城92点、魚島68点、生名65点であった。
最終的に以下のとおり確認された。
- 総合支所方式とする。
- 管理・事務局部門を置く総合支所は弓削町とする。
- 本庁方式に移行する際は、新町において検討する。
- 今後の公共施設整備については、均衡ある発展に配慮する。

「本庁」という表記はタブーとなり、後の各種協議においても言葉を選ばざるを得ない状況となった。
町村議会の定数・任期
任意協議会の段階で共に特例は適用せず、第一回の設置選挙に限り小選挙区を設けることとした。このため、議論は各選挙区の定数配分に移った。協議の結果、定数は弓削7、生名4、岩城5、魚島2となった。「設置選挙以降の選挙において魚島からの議員を1名確保できる方を別途考慮する」という提案がなされ、確認された。
協議終了、調印
協議整い、2004年2月26日に調印され、各町村議会での議決など所定の手続きを踏み、合併に漕ぎつけた。
愛媛県庁が「合併すれば弓削、生名、岩城の3島を結ぶ橋を架ける」と提示して、1町3村の合併を推し進めた。合併協定調印式に出席した愛媛県知事加戸守行は、4町村の合併は必要だが魚島村だけ明確なメリットがなかったと考え、式典に参加した町村長たちに「魚島への気配り」を求めた。

## 社会

### 人口・世帯数
| 年       | 人口 | 世帯数 |
| -------- | ---- | ------ |
| 昭和50年 | 6528 | 1813   |
| 昭和55年 | 6011 | 1837   |
| 昭和60年 | 5757 | 1848   |
| 平成2年  | 4749 | 1762   |
| 平成7年  | 4246 | 1745   |
| 平成12年 | 3958 | 1670   |

## 教育

### 高等専門学校
- 弓削商船高等専門学校

### 高等学校
- 愛媛県立弓削高等学校

### 中学校
- 弓削町立弓削中学校

### 小学校
- 弓削町立弓削小学校
- 弓削町立佐島小学校　閉校